# Gołdapski
Gołdapski là một huyện thuộc tỉnh Warmińsko-Mazurskie của Ba Lan. Huyện có diện tích 772 km². Đến ngày 1 tháng 1 năm 2011, dân số của huyện là 26545 người và mật độ 34 người/km².